# Nemoscolus rectifrons
Nemoscolus rectifrons är en spindelart som beskrevs av Roewer 1961. Nemoscolus rectifrons ingår i släktet Nemoscolus och familjen hjulspindlar.
Artens utbredningsområde är Senegal. Inga underarter finns listade i Catalogue of Life.